# Oprawa sakwowa
Oprawa sakwowa – rodzaj oprawy średniowiecznej używanej od XIV do XV wieku w Europie Zachodniej przez mnichów, duchowieństwo i arystokrację. Charakteryzowała się puszczonym u dołu księgi płatem okładziny, którego nie obcinano ani nie podwijano pod deskę. Końce płatu związywano w węzeł, który służył jako uchwyt i pozwalał na przytwierdzenie księgi do pasa. Materiał obleczeniowy stanowiła miękko garbowana skóra jelenia bądź tkanina. Najczęściej oprawiano w ten sposób małe książki zabierane w podróż, m.in. brewiarze, modlitewniki i godzinki.
Oprawa tworzyła sakwę chroniącą księgę przed zabrudzeniem i zniszczeniem.
O powszechnym użyciu oprawy świadczy ich występowanie, np. w miniaturach (Pontyfikał Erazma Ciołka), w rzeźbach ołtarzowych (ołtarz Wita Stwosza), freskach, pieczęciach czy haftach, na których występują jako atrybuty świętych, niekiedy uczonych.

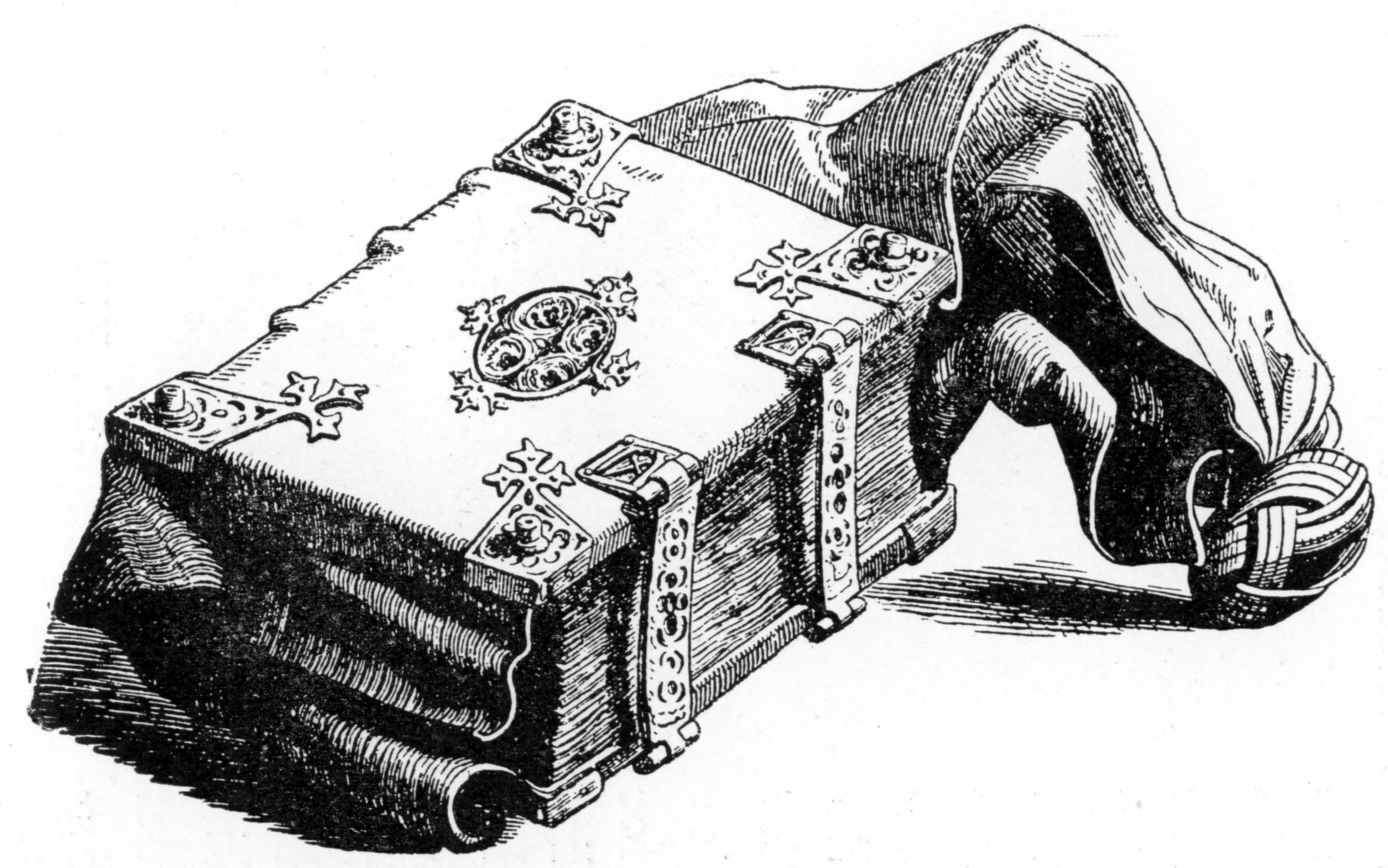
Przykład oprawy sakwowej księgi z muzeum w Norymberdze
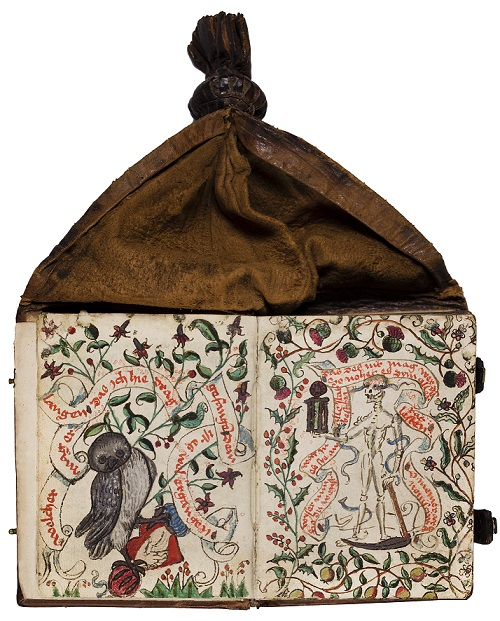
Otwarta księga w oprawie sakwowej